# نيغرولاند
نيغرولاند، نيغريتا، أو ليغريتيا هو مصطلح قديم لرسم الخرائط الأوربية، ويشير لأوصاف الأوربيين لغرب أفريقيا كمنطقة مأهولة بالزنوج، ولا ينبغي الخلط بينه وبين المدينة المسماة نيغريتا في اليونان وجزيرة نيجريس الفلبينية.

## الجغرافيا
تضم هذه المنطقة على الأقل الجزء الغربي من المنطقة المسماة السودان (يجب عدم الخلط بينها وبين الدولة الحديثة) والمنطقة الواقعة بين منطقة غينيا (ليست نفسها غينيا الحديثة) والصحراء الكبرى، وكذلك الساحل المواجه لجنوب غرب أفريقيا والأرض الممتدة أعلى النهر من هناك؛ تُسمي خريطة هيرمان مول 1727 هذه "ساحل الجنوب، وساحل العبيد، وجولد كوست"، وكانت نيغرولاند هي المنطقة الواقعة إلى الشمال منها، على طول المحور الشرقي الغربي لنهر النيجر، والساحل المواجه للغرب، تصنف خريطة مول غامبيا والسنغال وماندينغا والعديد من المناطق الأخرى.
في عام 1823 وُصفت نفس المنطقة تقريبا باسم نيغريتيا على خريطة أمريكية نشرها فيلدينج لوكاس جونيور.

## التاريخ
لقد كان هناك أنواع مختلفة من الناس في هذه المنطقة، فقد أطلق الفرس على هذه المناطق اسم (زنگستان)، وتعني "أرض السود" ولا يزال اسم زانغ للأسود اسم زنجبار (من الفارسية زنگبار) بمعنى "ساحل السود"، فقد تم إعطاء هذا الاسم من قبل الملاحين الفارسيين عندما زاروا المنطقة في العصور الوسطى،
وكان من بين أعظم الدول التي تعتبر جزءا من نيغرولاند إمبراطورية بورنو وخلافة سوكوتو.